# Prilly
Prilly är en ort och kommun i distriktet Ouest lausannois i kantonen Vaud, Schweiz. Kommunen har 12 417 invånare (2023). Prilly är en västlig förort till staden Lausanne.